# ماروین میهوبی
ماروین میهوبی (انگلیسی: Maroine Mihoubi؛ زادهٔ ۲۶ ژوئیهٔ ۱۹۹۹) بازیکن فوتبال اهل فرانسه است.
از باشگاه‌هایی که در آن بازی کرده‌است می‌توان به آ.اس موناکو اشاره کرد.
وی همچنین در تیم‌های ملی فوتبال زیر ۲۰ سال تونس و Tunisia national under-21 football team بازی کرده‌است.